# Център за управление на полетите
Центърът за управление на полетите (съкратено ЦУП) е орган за ръководене на пилотирани космически полети.

## Космически агенции
ЦУП е подразделение на агенциите за изследване на Космоса. По света съществуват няколко космически агенции, като най-значими са:
- Федералната космическа агенция (Роскосмос) на Русия
- Националната агенция за аеронавтика и космонавтика (НАСА) на САЩ
- Китайското национално космическо управление (CNSA) на КНР
- Европейската космическа агенция (ЕКА)

## Центрове
Всяка космическа агенция (национална или международна) разполага с център за управление на полетите и автоматични станции за свръзка. Те са разположени по цялото земно кълбо и имат непрекъснато покритие на връзката с космическите кораби по време на полет.

### Роскосмос
Център за управление на полетите (Центр управления полётами) - в град Корольов, Московска област.

### НАСА
Център за контрол на полетите (Mission Control Center) - в Космически център „Джонсън“ в Хюстън, Тексас.

### ЕКА
Европейски център за космически операции (European Space Operations Centre) - в град Дармщат, Германия.